# D-moll toccata és fúga
A d-moll toccata és fúga (BWV 565) Johann Sebastian Bach német zeneszerző orgonára komponált műve. A mű mind a zeneszerző munkásságának, mind az orgonairodalom egyik legismertebb műve.

## Története
A mű keletkezésének időpontja és Bach szerzősége egyaránt vitatott. A legtöbb forrás és bizonyíték arra mutat, hogy a mű valamikor az 1700-as évek elején keletkezett, feltehetően 1707 körül, Bach ekkor már 22 éves volt. Egyes kutatók azonban azt állítják, hogy a mű érettsége, virtuozitása alapján később, csak Bach életének utolsó éviben (1750 előtt) keletkezett, ennek ellentmond a legkorábbi fennmaradt kézirat feltételezett datálása. Lehetséges szerzőként felmerül Bach tanítványának, Johann Peter Kellnernek a személye, aki azonban 1705-ben született, így a mű feltételezett keletkezésekor mindössze 2-3 éves volt. A legkorábbi fennmaradt kéziratot feltehetően Johannes Ringk készítette, amikor Gräfenrodában Johann Peter Kellner tanítványa volt, ami Bach szerzőségét támasztja alá. A kézirat első publikálására 1833-ban került sor. Lehetőségként felmerül, hogy Bach valamelyik korabeli tanítványának improvizációját jegyezte le.

### Kiadása
A mű első nyomtatott kiadására csak 1833-ban került sor Felix Mendelssohn Bartholdy nyomására és közreműködésével, aki az 1830-as évektől kezdve folyamatosan a repertoárján tartotta a művet.

### Átiratai
- Nem tudod lejátszani a fájlt? Olvasd el a Wikipédia:Médiafájlok lapot.

Az első zongoraátiratot Liszt tehetséges tanítványa, a lengyel származású Carl Tausig készítette, az átirat 1868 és 1881 között több alkalommal is szerepelt a lipcsei Gewandhaus programján. A legismertebb zongoraátirat Ferruccio Busoni nevéhez köthető, mely számos filmben szerepelt. Max Reger négykezes változatot készített a műből.
Szólóhangszeres átiratai közül említést érdemel Jean-François Marcoux, mesterének Jean-Simon Taillefernek dedikált, harmonikára készült változata.
Első és mai napig legjelentősebb zenekari átiratát Leopold Stokowski komponálta 1927-ben a Philadelphia Orchestra számára, melynek bemutatójára a következő évben került sor, a New York-i Carnegie Hallban. Az átirat 1952-ben nyomtatásban is megjelent. 1947-ben Ormándy Jenő is elkészítette saját átiratát, melyet a Philadelphia Orchestrával hanglemezre rögzített. Ormándy pont Stokowskit követte ezen zenekar vezetői posztján.
Filmzeneként először az 1931-es Dr. Jekyll és Mr. Hyde című horrorfilmben jelent meg. Azóta a horrorfilmekben, thrillerekben klisévé vált, hogy a gonosz karakter témájaként használják.

## Felépítése
Felépítésében a német és németalföldi barokk toccata-fúga kombinációkat követi, amilyeneket Jan Pieterszoon Sweelinck vagy Dietrich Buxtehude művei között is találunk. Három részből áll, a bevezető toccataból, a fúgatémából és a kódából (lezárásból).

### Toccata
A toccata szó az olasz toccare (érinteni) igéből származik. Átvitt értelemben: „megérinteni a billentyűket”, vagyis bejátszani, kipróbálni a hangszert – ezt a szerepet tölti be az önálló hangszeres darabként a 16. században megjelent műfaj. Különös ismertetőjele viszont, hogy a hangszeres virtuozitást helyezi előtérbe, gyorsan pergő futamok, látványos akkordmenetek, szabad, rögtönzésszerű építkezés jellemzi. Ebben a műben az egyik kéz az akkordkíséretet, a másik kéz a virtuóz futamokat játssza. Ez a rész a felső regiszterekben kezdődik, majd folyamatosan halad lefelé, míg végül elhal.

### Fúga
A fúga ellenpontozó műforma, elnevezése latin fugere (kergetni) szóból keletkezett, mert lényege abból áll, hogy több szólam egy rövid zenei frázist vagy hosszabb-rövidebb témát több ütemen keresztül, minden rokonhangnemben ismétel; úgymond egyik a másikat pihenés nélkül kergeti, hajszolja. A századokon át fejlesztett többszólamú zenéből végül a 18. században magas színvonalra emelkedett, kiváltképpen Johann Sebastian Bach és Georg Friedrich Händel műveiben.
Ebben a műben, mind a négy szólamban egy csak tizenhatodokból álló téma jelenik meg.

### Kóda
A kóda elnevezés az olasz coda (farok) szóból származik. A mű vagy tétel végére illesztett hosszabb-rövidebb záradék, utójáték, epilógus. Gyakran zárulnak kódával a fúga- vagy szonátaformájú tételek, művek. Bár itt a Recitativo megjelölésű kóda, azaz a lezárás mindössze 17 ütem hosszú, mégis 5 tempóváltás van benne. Az utolsó ütemek Molto adagio (nagyon lassan) tempójelzésűek és egy a-moll kadenciában végződnek.

## Fordítás
- Ez a szócikk részben vagy egészben  a   Toccata and Fugue in D minor, BWV 565 című angol Wikipédia-szócikk ezen változatának fordításán alapul.  Az eredeti cikk szerkesztőit annak laptörténete sorolja fel. Ez a jelzés csupán a megfogalmazás eredetét és a szerzői jogokat jelzi, nem szolgál a cikkben szereplő információk forrásmegjelöléseként.